# Dragon Ball Z : La Menace de Namek
 (mai 2024).
Dragon Ball Z : La Menace de Namek (ドラゴンボールＺ 超サイヤ人だ孫悟空, Doragon Bōru Zetto Sūpā Saiyajin da Son Gokū, litt. Dragon Ball Z : Son Goku le Super Saiyan) est un film d'animation japonais réalisé par Mitsuo Hashimoto (en), sorti 1991.

## Synopsis
Son Gohan et son dragon vont voir Piccolo pour lui montrer une danse. Le jeune Saiyan siffle, mais le Namek ne supporte pas ça et ordonne à son disciple de s'arrêter. Pendant ce temps, une comète peuplée d'ennemis s'approche et menace de détruire la Terre. Son Goku et Krilin tentent de la dévier avec un Kaméhaméha combiné, mais en vain et à la toute dernière seconde, celle-ci change de trajectoire. Contre toute attente, un vaisseau étrange y atterrit et en sortent des soldats de l'armée de Slug un Namek maléfique qui compte diriger la Terre, ainsi que les autres planètes. Son Gohan et sa mère Chichi battent facilement les soldats, mais elle est neutralisée par l'un d'entre eux. Slug récupère la Dragon Ball à quatre étoiles sur le chapeau du jeune Saiyan, et ordonne à ses subordonnés d'aller chercher les six autres, en leur confiant le Dragon radar volé à Bulma, après avoir lu dans le pensées de la Terienne. Une fois la mission accomplie, il demande à Shenron la jeunesse éternellle et son vœu est exaucé.  Ensuite, un de ses appareils répand un nuage sur toute la surface du globe, transformant la planète en terrain glacial ce qui tue les animaux et les plantes, et recouvrant le Soleil, qui est le point faible de ses soldats. Son Gohan les affronte seul, mais Piccolo arrive en renfort. Le Namek élimine sans difficulté Zeûn, mais son disciple a bien du mal avec Metamatcha. 
Angira et ce dernier bombardent le Namek qui protège, mais sont vite vaincus par Son Goku, venu les rejoindre avec Krilin. Puis vient Slug. Celui-ci met très facilement le Terrien hors d'état de nuire sans effort, et donne du fil à retordre au Saiyan qui, malgré son dur entraînement, n'est pas de taille. Alors qu'il est sur le point d'en finir avec son adversaire, ce dernier se transforme en faux Super Saiyan et reprend le dessus, jusqu'à ce que le Namek devienne un géant, renversant encore la situation. Piccolo l'aide en demandant à Son Gohan de siffler, qui s'exécute, ce qui affaiblit l'ennemi. Il donne ensuite son énergie à Goku, qui parvient à transpercer son adversaire et l'élimine avec un Genkidama.

## Fiche technique
- Titre original : ドラゴンボールＺ 超サイヤ人だ孫悟空 (Doragon Bōru Zetto Sūpā Saiyajin da Son Gokū)
- Titre français : Dragon Ball Z : La Menace de Namek
- Réalisation : Mitsuo Hashimoto (en)
- Scénario : Takao Koyama, adapté du manga Dragon Ball d’Akira Toriyama
- Musique : Shunsuke Kikuchi
- Producteurs : Chiaki Imada, Rikizô Kayano
- Société de production : Toei Animation
- Pays d’origine :  Japon
- Format : Couleurs
- Genre : Aventure, fantastique
- Durée : 49 minutes
- Date de sortie : 19 mars 1991

## Distribution
- Toshio Furukawa (VF : Philippe Ariotti) : Piccolo
- Yukitoshi Hori (VF : Pierre Trabaud) : Medamatcha
- Shōzō Iizuka (VF : Frédéric Bouraly) : Kakûja
- Kōhei Miyauchi (VF : Pierre Trabaud) : Kamé Sennin
- Keiichi Nanba (VF : Éric Legrand) : Angira
- Masako Nozawa (VF : Brigitte Lecordier) : Son Gohan
- Masako Nozawa (VF : Patrick Borg) : Son Goku
- Mayumi Tanaka (VF : Francine Lainé) : Krilin
- Mayumi Tanaka (VF : Philippe Ariotti) : Yajirobé
- Naoki Tatsuta (VF : Philippe Ariotti) : Oolong, Haiya Dragon, Bubbles
- Kōji Totani (VF : Patrick Borg) : Zêun
- Hiromi Tsuru (VF : Céline Monsarrat) : Bulma
- Kenji Utsumi (VF : Georges Lycan) : Slug (âgé), Shenron
- Yūsaku Yara (VF : Georges Lycan) : Slug (jeune)
- Jōji Yanami (VF : Pierre Trabaud) : Maître Kaio
- Jōji Yanami (VF : Georges Lycan) : Narrateur

## Continuité dans l'histoire
Ce film se passe pendant les 3 ans d'entraînement en vue d'affronter les Cyborgs 17 et 18. Ce film ne présente aucune incohérence majeure par rapport à la trame principale pour le situer dans le temps. Il y a cependant deux anachronismes à noter. En effet, Son Gohan apparaît dans ce film à l'âge qu'il avait sur la planète Namek. Autre anachronisme, Son Goku ne se transforme pas véritablement en Super Saiyan dans le film, Akira Toriyama n'ayant pas encore dévoilé la transformation au moment de l'écriture du scénario du film.

## Autour du film

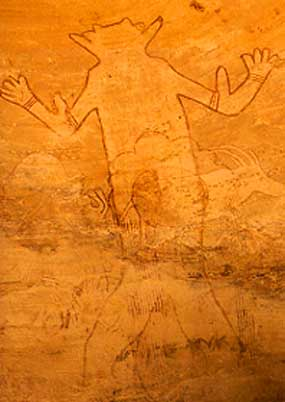
Martien du Tassili

Le film fut diffusé dans le cadre de la Toei Anime Fair de mars 1991.
À noter dans le titre l’orthographe du nom « Namec » qui était considéré comme s’écrivant avec un « C » à l’époque, mais est devenu officiellement « Namek » avec un « K » depuis.
On voit pendant l’apparition du titre du film une image du fameux martien du Tassili. Cette gravure rupestre a peut-être influencé le créateur du manga pour créer les extraterrestres venant de Namek.
Son Goku possède dans ce film une étrange transformation. Il possède une aura jaune et des yeux totalement blancs. Ceci est dû à l'idée que se faisait la Toei du Super Saiyan (différente de celle qu'a imaginé plus tard Akira Toriyama). Mais cette transformation est modifiée en l'habituelle dans les jeux vidéo qui reprennent ce scénario.